# La Résie-Saint-Martin
La Résie-Saint-Martin település Franciaországban, Haute-Saône megyében. Lakosainak száma 172 fő (2022. január 1.). La Résie-Saint-Martin Valay, Chaumercenne és Pesmes községekkel határos.

## Népesség
A település népességének változása:
| Lakosok száma | 156  | 153  | 158  | 158  | 160  | 163  | 167  | 170  | 172  |
|               | 2013 | 2015 | 2016 | 2017 | 2018 | 2019 | 2020 | 2021 | 2022 |